# Élections législatives de 1988 en Moselle
Les élections législatives françaises de 1988 se déroulent les 5 et 12 juin 1988. Dans le département de la Moselle, dix députés sont à élire dans le cadre de dix circonscriptions.

## Élus
| Circonscription | Député sortant        | Parti                 | Parti                 | Député élu ou réélu | Parti | Parti     |
| --------------- | --------------------- | --------------------- | --------------------- | ------------------- | ----- | --------- |
| 1re             | Scrutin proportionnel | Scrutin proportionnel | Scrutin proportionnel | Jean Laurain        |       | PS        |
| 2e              | Scrutin proportionnel | Scrutin proportionnel | Scrutin proportionnel | Denis Jacquat       |       | UDF (PR)  |
| 3e              | Scrutin proportionnel | Scrutin proportionnel | Scrutin proportionnel | Jean-Louis Masson   |       | RPR       |
| 4e              | Scrutin proportionnel | Scrutin proportionnel | Scrutin proportionnel | Aloyse Warhouver    |       | diss. UDF |
| 5e              | Scrutin proportionnel | Scrutin proportionnel | Scrutin proportionnel | Jean Seitlinger     |       | UDF (CDS) |
| 6e              | Scrutin proportionnel | Scrutin proportionnel | Scrutin proportionnel | Charles Metzinger   |       | PS        |
| 7e              | Scrutin proportionnel | Scrutin proportionnel | Scrutin proportionnel | André Berthol       |       | RPR       |
| 8e              | Scrutin proportionnel | Scrutin proportionnel | Scrutin proportionnel | Jean Kiffer         |       | app. RPR  |
| 9e              | Scrutin proportionnel | Scrutin proportionnel | Scrutin proportionnel | Jean-Marie Demange  |       | RPR       |
| 10e             | Scrutin proportionnel | Scrutin proportionnel | Scrutin proportionnel | René Drouin         |       | PS        |

## Positionnement des partis
L'UDF et le RPR se présentent unis sous l'étiquette « Union du Rassemblement et du Centre » tandis que les candidats du Parti socialiste se rangent sous la bannière de la « Majorité présidentielle pour la France unie », slogan de la campagne présidentielle de François Mitterrand.

## Résultats

### Résultats à l'échelle du département
| Parti          | Parti                               | Premier tour | Premier tour | Second tour | Second tour | Sièges |
| Parti          | Parti                               | Voix         | %            | Voix        | %           | Sièges |
| -------------- | ----------------------------------- | ------------ | ------------ | ----------- | ----------- | ------ |
|                | Rassemblement pour la République    | 93 537       | 23,51        | 127 076     | 29,62       | 4      |
|                | Union pour la démocratie française  | 65 624       | 16,50        | 78 957      | 18,40       | 2      |
|                | Divers droite                       | 31 745       | 7,98         | 38 838      | 9,05        | 1      |
|                | Union du Rassemblement et du Centre | 190 906      | 47,99        | 244 871     | 57,07       | 7      |
|                |                                     |              |              |             |             |        |
|                | Parti socialiste                    | 120 407      | 30,27        | 164 437     | 38,33       | 3      |
|                | Divers gauche (Maj. prés.)          | 14 430       | 3,63         | 19 727      | 4,60        | 0      |
|                | La France unie                      | 134 837      | 33,89        | 184 164     | 42,93       | 3      |
|                |                                     |              |              |             |             |        |
|                | Front national                      | 44 083       | 11,08        |             |             | 0      |
|                | Parti communiste français           | 24 974       | 6,28         | 0           |             |        |
|                | Parti ouvrier européen              | 3 030        | 0,76         | 0           |             |        |
|                |                                     |              |              |             |             |        |
| Inscrits       | Inscrits                            | 667 221      | 100,00       | 666 572     | 100,00      | 3      |
| Abstentions    | Abstentions                         | 258 617      | 38,76        | 224 578     | 33,69       |        |
| Votants        | Votants                             | 408 604      | 61,24        | 441 994     | 66,31       |        |
| Blancs et nuls | Blancs et nuls                      | 10 774       | 2,64         | 12 959      | 2,93        |        |
| Exprimés       | Exprimés                            | 397 830      | 97,36        | 429 035     | 97,07       |        |

### Résultats par circonscription

#### Première circonscription (Metz-Ouest)
| Candidat       | Candidat                   | Parti           | Premier tour | Premier tour | Second tour | Second tour |  |
| Candidat       | Candidat                   | Parti           | Voix         | %            | Voix        | %           |  |
| -------------- | -------------------------- | --------------- | ------------ | ------------ | ----------- | ----------- |  |
|                | Jean Laurain sortant réélu | PS              | 16 004       | 42,14        | 22 594      | 54,9        |  |
|                | Pierre Ferrari             | UDF (CDS) (URC) | 13 918       | 36,65        | 18 559      | 45,1        |  |
|                | Gilbert Houillon           | FN              | 4 163        | 10,96        |             |             |  |
|                | Marcel Buchmann            | PCF             | 3 514        | 9,25         |             |             |  |
|                | Agnès Farkas               | POE             | 380          | 1            |             |             |  |
|                |                            |                 |              |              |             |             |  |
| Inscrits       | Inscrits                   | Inscrits        | 64 483       | 100,00       | 64 518      | 100,00      |  |
| Abstentions    | Abstentions                | Abstentions     | 25 454       | 39,47        | 22 171      | 34,36       |  |
| Votants        | Votants                    | Votants         | 39 029       | 60,53        | 42 347      | 65,64       |  |
| Blancs et nuls | Blancs et nuls             | Blancs et nuls  | 1 050        | 2,69         | 1 194       | 2,82        |  |
| Exprimés       | Exprimés                   | Exprimés        | 37 979       | 97,31        | 41 153      | 97,18       |  |

#### Deuxième circonscription (Metz-Sud)
| Candidat       | Candidat                    | Parti          | Premier tour | Premier tour | Second tour | Second tour |  |
| Candidat       | Candidat                    | Parti          | Voix         | %            | Voix        | %           |  |
| -------------- | --------------------------- | -------------- | ------------ | ------------ | ----------- | ----------- |  |
|                | Denis Jacquat sortant réélu | UDF (PR) (URC) | 16 085       | 42,5         | 22 684      | 55          |  |
|                | Dominique Gros              | PS             | 13 017       | 34,39        | 18 558      | 45          |  |
|                | Jean-Marie Nicolay          | FN             | 4 362        | 11,53        |             |             |  |
|                | Hubert Ringenberg           | diss. UDF      | 2 952        | 7,8          |             |             |  |
|                | André Michel                | PCF            | 1 432        | 3,78         |             |             |  |
|                |                             |                |              |              |             |             |  |
| Inscrits       | Inscrits                    | Inscrits       | 64 569       | 100,00       | 64 531      | 100,00      |  |
| Abstentions    | Abstentions                 | Abstentions    | 25 905       | 40,12        | 22 242      | 34,47       |  |
| Votants        | Votants                     | Votants        | 38 664       | 59,88        | 42 289      | 65,53       |  |
| Blancs et nuls | Blancs et nuls              | Blancs et nuls | 816          | 2,11         | 1 047       | 2,48        |  |
| Exprimés       | Exprimés                    | Exprimés       | 37 848       | 97,89        | 41 242      | 97,52       |  |

#### Troisième circonscription (Metz-Est)
| Candidat       | Candidat                        | Parti          | Premier tour | Premier tour | Second tour | Second tour |  |
| Candidat       | Candidat                        | Parti          | Voix         | %            | Voix        | %           |  |
| -------------- | ------------------------------- | -------------- | ------------ | ------------ | ----------- | ----------- |  |
|                | Jean-Louis Masson sortant réélu | RPR (URC)      | 17 316       | 47,52        | 22 299      | 57,42       |  |
|                | Daniel Delrez                   | PS             | 11 645       | 31,95        | 16 537      | 42,58       |  |
|                | Éric Benoist                    | FN             | 4 022        | 11,04        |             |             |  |
|                | Henri Kaczmarek                 | diss. UDF      | 2 058        | 5,65         |             |             |  |
|                | Jean-François Lassagne          | PCF            | 1 402        | 3,85         |             |             |  |
|                |                                 |                |              |              |             |             |  |
| Inscrits       | Inscrits                        | Inscrits       | 61 899       | 100,00       | 61 373      | 100,00      |  |
| Abstentions    | Abstentions                     | Abstentions    | 24 724       | 39,94        | 21 559      | 35,13       |  |
| Votants        | Votants                         | Votants        | 37 175       | 60,06        | 39 814      | 64,87       |  |
| Blancs et nuls | Blancs et nuls                  | Blancs et nuls | 732          | 1,97         | 978         | 2,46        |  |
| Exprimés       | Exprimés                        | Exprimés       | 36 443       | 98,03        | 38 836      | 97,54       |  |

#### Quatrième circonscription (Sarrebourg)
| Candidat       | Candidat               | Parti          | Premier tour | Premier tour | Second tour | Second tour |  |
| Candidat       | Candidat               | Parti          | Voix         | %            | Voix        | %           |  |
| -------------- | ---------------------- | -------------- | ------------ | ------------ | ----------- | ----------- |  |
|                | Pierre Messmer sortant | RPR (URC)      | 19 842       | 43,52        | 23 405      | 49,31       |  |
|                | Aloyse Warhouver élu   | diss. UDF      | 14 039       | 30,79        | 24 059      | 50,69       |  |
|                | Bernard Babault        | PS             | 7 053        | 15,47        |             |             |  |
|                | Bernard Brion          | FN             | 3 563        | 7,81         |             |             |  |
|                | André Chmielewski      | PCF            | 932          | 2,04         |             |             |  |
|                | Marc Joliwald          | POE            | 168          | 0,37         |             |             |  |
|                |                        |                |              |              |             |             |  |
| Inscrits       | Inscrits               | Inscrits       | 65 824       | 100,00       | 65 803      | 100,00      |  |
| Abstentions    | Abstentions            | Abstentions    | 19 219       | 29,2         | 17 107      | 26          |  |
| Votants        | Votants                | Votants        | 46 605       | 70,8         | 48 696      | 74          |  |
| Blancs et nuls | Blancs et nuls         | Blancs et nuls | 1 008        | 2,16         | 1 232       | 2,53        |  |
| Exprimés       | Exprimés               | Exprimés       | 45 597       | 97,84        | 47 464      | 97,47       |  |

#### Cinquième circonscription (Sarreguemines)
| Candidat       | Candidat                      | Parti           | Premier tour | Premier tour | Second tour | Second tour |  |
| Candidat       | Candidat                      | Parti           | Voix         | %            | Voix        | %           |  |
| -------------- | ----------------------------- | --------------- | ------------ | ------------ | ----------- | ----------- |  |
|                | Jean Seitlinger sortant réélu | UDF (CDS) (URC) | 15 034       | 33,76        | 19 043      | 39,26       |  |
|                | Joseph Schaefer               | Divers droite   | 12 458       | 27,97        | 14 779      | 30,47       |  |
|                | Robert Rossler                | PS              | 10 834       | 24,33        | 14 687      | 30,28       |  |
|                | Jean-Marie Kiffer             | FN              | 4 635        | 10,41        |             |             |  |
|                | Fernand Beckrich              | PCF             | 1 093        | 2,45         |             |             |  |
|                | Brigitte Guerriero            | POE             | 481          | 1,08         |             |             |  |
|                |                               |                 |              |              |             |             |  |
| Inscrits       | Inscrits                      | Inscrits        | 70 395       | 100,00       | 70 379      | 100,00      |  |
| Abstentions    | Abstentions                   | Abstentions     | 24 215       | 34,4         | 20 243      | 28,76       |  |
| Votants        | Votants                       | Votants         | 46 180       | 65,6         | 50 136      | 71,24       |  |
| Blancs et nuls | Blancs et nuls                | Blancs et nuls  | 1 645        | 3,56         | 1 627       | 3,25        |  |
| Exprimés       | Exprimés                      | Exprimés        | 44 535       | 96,44        | 48 509      | 96,75       |  |

#### Sixième circonscription (Forbach)
| Candidat       | Candidat                        | Parti           | Premier tour | Premier tour | Second tour | Second tour |  |
| Candidat       | Candidat                        | Parti           | Voix         | %            | Voix        | %           |  |
| -------------- | ------------------------------- | --------------- | ------------ | ------------ | ----------- | ----------- |  |
|                | Charles Metzinger sortant réélu | PS              | 16 848       | 45,36        | 22 472      | 54,62       |  |
|                | Charles Stirnweiss              | UDF (CDS) (URC) | 12 273       | 33,04        | 18 671      | 45,38       |  |
|                | Guy Herlory sortant             | FN              | 6 047        | 16,28        |             |             |  |
|                | Daniel Bartkowia                | PCF             | 1 535        | 4,13         |             |             |  |
|                | Éric Sauzé                      | POE             | 441          | 1,19         |             |             |  |
|                |                                 |                 |              |              |             |             |  |
| Inscrits       | Inscrits                        | Inscrits        | 69 291       | 100,00       | 69 285      | 100,00      |  |
| Abstentions    | Abstentions                     | Abstentions     | 31 094       | 44,87        | 26 964      | 38,92       |  |
| Votants        | Votants                         | Votants         | 38 197       | 55,13        | 42 321      | 61,08       |  |
| Blancs et nuls | Blancs et nuls                  | Blancs et nuls  | 1 053        | 2,76         | 1 178       | 2,78        |  |
| Exprimés       | Exprimés                        | Exprimés        | 37 144       | 97,24        | 41 143      | 97,22       |  |

#### Septième circonscription (Saint-Avold)
| Candidat       | Candidat          | Parti                      | Premier tour | Premier tour | Second tour | Second tour |  |
| Candidat       | Candidat          | Parti                      | Voix         | %            | Voix        | %           |  |
| -------------- | ----------------- | -------------------------- | ------------ | ------------ | ----------- | ----------- |  |
|                | Paul Bladt        | PS                         | 12 788       | 31,15        | 21 946      | 49,85       |  |
|                | André Berthol élu | RPR (URC)                  | 11 646       | 28,37        | 22 080      | 50,15       |  |
|                | Armand Nau        | UDF (CDS)                  | 8 314        | 20,25        |             |             |  |
|                | Maryvonne Crespin | FN                         | 5 051        | 12,3         |             |             |  |
|                | Gilbert Brach     | Divers gauche (Maj. prés.) | 1 302        | 3,17         |             |             |  |
|                | Yves Meyer        | PCF                        | 1 111        | 2,71         |             |             |  |
|                | Paulette Weber    | POE                        | 841          | 2,05         |             |             |  |
|                |                   |                            |              |              |             |             |  |
| Inscrits       | Inscrits          | Inscrits                   | 71 066       | 100,00       | 71 055      | 100,00      |  |
| Abstentions    | Abstentions       | Abstentions                | 28 740       | 40,44        | 25 386      | 35,73       |  |
| Votants        | Votants           | Votants                    | 42 326       | 59,56        | 45 669      | 64,27       |  |
| Blancs et nuls | Blancs et nuls    | Blancs et nuls             | 1 273        | 3,01         | 1 643       | 3,6         |  |
| Exprimés       | Exprimés          | Exprimés                   | 41 053       | 96,99        | 44 026      | 96,4        |  |

#### Huitième circonscription (Fameck)
| Candidat       | Candidat                  | Parti                      | Premier tour | Premier tour | Second tour | Second tour |  |
| Candidat       | Candidat                  | Parti                      | Voix         | %            | Voix        | %           |  |
| -------------- | ------------------------- | -------------------------- | ------------ | ------------ | ----------- | ----------- |  |
|                | Jean Kiffer sortant réélu | RPR (URC)                  | 18 236       | 45,96        | 23 367      | 54,22       |  |
|                | Henri Fiszbin sortant     | Divers gauche (Maj. prés.) | 13 128       | 33,09        | 19 727      | 45,78       |  |
|                | Raymonde Jobert           | FN                         | 4 047        | 10,2         |             |             |  |
|                | Gérard Auburtin           | PCF                        | 3 014        | 7,6          |             |             |  |
|                | Guy Walterthum            | diss. RPR                  | 1 249        | 3,15         |             |             |  |
|                |                           |                            |              |              |             |             |  |
| Inscrits       | Inscrits                  | Inscrits                   | 67 290       | 100,00       | 67 240      | 100,00      |  |
| Abstentions    | Abstentions               | Abstentions                | 26 263       | 39,03        | 22 775      | 33,87       |  |
| Votants        | Votants                   | Votants                    | 41 027       | 60,97        | 44 465      | 66,13       |  |
| Blancs et nuls | Blancs et nuls            | Blancs et nuls             | 1 353        | 3,3          | 1 371       | 3,08        |  |
| Exprimés       | Exprimés                  | Exprimés                   | 39 674       | 96,7         | 43 094      | 96,92       |  |

#### Neuvième circonscription (Thionville)
| Candidat       | Candidat                         | Parti          | Premier tour | Premier tour | Second tour | Second tour |  |
| Candidat       | Candidat                         | Parti          | Voix         | %            | Voix        | %           |  |
| -------------- | -------------------------------- | -------------- | ------------ | ------------ | ----------- | ----------- |  |
|                | Jean-Marie Demange sortant réélu | RPR (URC)      | 16 170       | 42,51        | 21 643      | 50,82       |  |
|                | Robert Malgras                   | PS             | 15 095       | 39,68        | 20 945      | 49,18       |  |
|                | Josyane Laprévotte               | FN             | 3 396        | 8,93         |             |             |  |
|                | Roger Morel                      | PCF            | 2 951        | 7,76         |             |             |  |
|                | Mario Lippis                     | Divers droite  | 238          | 0,63         |             |             |  |
|                | Jacques Cheminade                | POE            | 189          | 0,5          |             |             |  |
|                |                                  |                |              |              |             |             |  |
| Inscrits       | Inscrits                         | Inscrits       | 64 038       | 100,00       | 64 032      | 100,00      |  |
| Abstentions    | Abstentions                      | Abstentions    | 25 163       | 39,29        | 20 426      | 31,9        |  |
| Votants        | Votants                          | Votants        | 38 875       | 60,71        | 43 606      | 68,1        |  |
| Blancs et nuls | Blancs et nuls                   | Blancs et nuls | 836          | 2,15         | 1 018       | 2,33        |  |
| Exprimés       | Exprimés                         | Exprimés       | 38 039       | 97,85        | 42 588      | 97,67       |  |

#### Dixième circonscription (Hayange)
| Candidat       | Candidat                  | Parti          | Premier tour | Premier tour | Second tour | Second tour |  |
| Candidat       | Candidat                  | Parti          | Voix         | %            | Voix        | %           |  |
| -------------- | ------------------------- | -------------- | ------------ | ------------ | ----------- | ----------- |  |
|                | René Drouin sortant réélu | PS             | 17 123       | 43,33        | 26 698      | 65,15       |  |
|                | Albert Vivarelli          | RPR (URC)      | 9 078        | 22,97        | 14 282      | 34,85       |  |
|                | Angel Filippetti          | PCF            | 7 990        | 20,22        |             |             |  |
|                | Claude Stegner            | FN             | 4 797        | 12,14        |             |             |  |
|                | François Calentier        | POE            | 530          | 1,34         |             |             |  |
|                |                           |                |              |              |             |             |  |
| Inscrits       | Inscrits                  | Inscrits       | 68 366       | 100,00       | 68 356      | 100,00      |  |
| Abstentions    | Abstentions               | Abstentions    | 27 840       | 40,72        | 25 705      | 37,6        |  |
| Votants        | Votants                   | Votants        | 40 526       | 59,28        | 42 651      | 62,4        |  |
| Blancs et nuls | Blancs et nuls            | Blancs et nuls | 1 008        | 2,49         | 1 671       | 3,92        |  |
| Exprimés       | Exprimés                  | Exprimés       | 39 518       | 97,51        | 40 980      | 96,08       |  |